# La Colline aux mille enfants
La Colline aux Mille Enfants é um telefilme francês de 1994 dirigido por Jean-Louis Lorenzi e estrelado por Patrick Raynal, Ottavia Piccolo e Jip Wijngaarden. Foi o primeiro filme da França premiado com um Emmy Award.

## Sinopse
Durante o regime nazista na França na Segunda Guerra Mundial, o pastor Fontaine e os moradores da cidade de Chambon se mobilizam em uma missão para proteger e abrigar os filhos de muitos judeus enviados a campos de concentração.

## Elenco
- Patrick Raynal ... pastor Fontaine
- Ottavia Piccolo ... Martha Fontaine
- Jip Wijngaarden ... Clara
- Dora Doll ... Emilienne
- Jean-François Garreaud ... Robert Vitac
- Benoît Magimel ... René
- Philippe Lefebvre ... Marc
- Wioletta Michalczuk ... Myriam
- Guillaume Canet ... Frédéric
- Jean Lescot ... Lucien Darget
- Fred Personne ... Maurice
- Celia Ascencio ... Anne
- Diane Dassigny ... Sophie
- Deborah Biolzi ... Lisa
- Tristan Morvan ... Jean-Jacques